# Oboe de caza

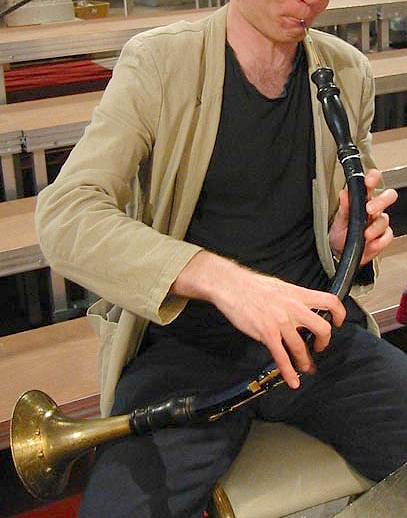
Oboe de caza.

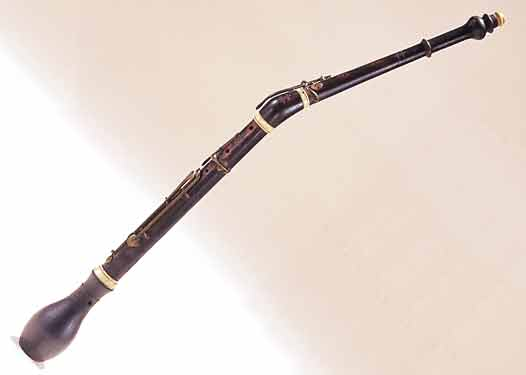
Oboe de caza, doblado en ángulo.

El oboe de caza (del italiano: oboe da caccia [ˈɔːbo.e da ˈkattʃa]) es un instrumento de viento-madera de doble lengüeta de la familia del oboe, afinado una quinta por debajo del oboe y utilizado principalmente en la música barroca.

## Desarrollo
El instrumento fue inventado probablemente por J. H. Eichentopf de Leipzig, Alemania. El primer dato que hace alusión al oboe da caza que se conoce está fechado en 1722, cuando el compositor Johann Friedrich Fasch pidió un "Waldhautbois" de Leipzig para la corte en Zerbst. La primera vez que se utilizó este instrumento fue el 24 de junio de 1723, cuando se interpretó el aria de Bach BWV 167/3 "Gottes Wort, das trüget nicht" (de la cantata Ihr Menschen, rühmet Gottes Liebe). Cuando Bach llegó a Leipzig un mes más tarde, parece poco probable que se haya visto involucrado en la creación del nuevo instrumento. Pero Bach fue en verdad el compositor más prolífico y más importante para oboe de caza. Solo en 1723, Bach escribió tres cantatas, que son la BWV 46 (Schauet doch und sehet, ob irgend ein Schmerz sei, 1 de agosto), BWV 179 (Siehe zu, daß deine Gottesfurcht nicht Heuchelei sei, 8 de agosto) y BWV 48 (Ich elender Mensch, wer wird mich erlösen, 3 de octubre). Bach compuso extensamente obras para oboe de caza durante el periodo de 1723-27. Hay también notables partes para el oboe de caza en su Oratorio de Navidad, BWV 248 (1734-1735), las pasiones (la Pasión según San Juan, 1724 y la Pasión según San Mateo, c. 1727); así como algunas cantatas.
Otras composiciones conocidas para oboe de caza son de Fasch , Christoph Graupner , y Giovanni Battista Ferrandini  (Haynes, op.cit.) El oboe de caza se utilizó solamente a finales del Barroco, después cayó en desuso hasta que en el siglo XX se mostró el interés por la interpretación de cómo sería en la época lo que provocó su reaparición. Durante el periodo de c. 1780 a c. 1820, más o menos durante el periodo clásico, con centro en Viena, el oboe soprano experimentó cambios importantes primero en el taladro e los agujeros y luego en las llaves. Es de entender, sin embargo, que el oboe de caza, con su extraña campana de bronce y sus distintas maneras de construcción, no fuera elegido para el mismo "trato" evolutivo. El prototipo del corno inglés era sin duda más adecuado. La innovación estaba a la orden del día, y antiguos instrumentos como el oboe de caza tenían pocas oportunidades de sobrevivir (como por ejemplo ocurrió con el piano que suplantó al clavicordio). De acuerdo con la curiosa anotación de Cecil Forsyth, en su famoso libro de orquestación, Beethoven fue el último en componer alguna parte para el oboe de caza hasta la actualidad. Sin embargo, Forsyth la escribió durante un tiempo en el que la lutería (el estudio de instrumentos musicales) estaba en su infancia. Algunas de sus declaraciones, incluyendo la de Beethoven, son cuestionables y necesitan una revisión debido a investigaciones recientes -en este caso Beethoven en sus Tríos para dos oboes y un instrumento más grave en fa claramente etiquetado como corno inglés.

## Construcción
El oboe de caza tiene un cuerpo de madera recubierto de cuero que acaba en una campana de bronce parecida a la de una trompa. Normalmente hay dos llaves de bronce, mi ♭ y do. La llave del mi ♭ es usualmente repetida para la mano izquierda. Suele haber dos agujeros que, con la misma posición, sirven para tocar el sol y la ♭ y el fa con el fa ♯, situación que encontramos también en el oboe barroco. La fabricación es totalmente diferente al resto de los instrumentos de viento. El taladro y el resto de las llaves son creados mediante moldes, luego una serie de agujeros se hacen a través del taladro desde el lado curvado interiormente. Luego el instrumento se dobla con altas temperaturas y se encola para que quede firme. Los restos que pudieran quedar en el instrumento dentro de los agujeros son limpiados y la sección curva se recubre de cuero. El oboe de caza se toca con una lengüeta doble. El sonido es muy suave y flexible. Como el oboe moderno, es un instrumento de viento de doble lengüeta, pero, inusualmente, su tubo es curvo. Está afinado una quinta justa por debajo del oboe barroco convencional con un registro cercano al del corno inglés, que va del fa inferior al do central (escrito como do3 pero que suena fa2) hasta el sol agudo (escrito re5 pero que suena sol4). El oboe de caza es por tanto un instrumento transpositor en fa. El registro anotado en la partitura es idéntico al del oboe barroco soprano, y con una buena caña todos los registros suenan sin dificultad. Sin embargo, Bach solía emplear los registros medio y bajo, quizás porque son los más característicos para este instrumento.
La relación del oboe de caza respecto al resto de la familia del oboe es bastante singular. No puede considerarse como el precursor del corno inglés, porque la única característica en común es el registro, la campana del oboe de caza es como las de los metales y la del corno inglés tiene forma bulbosa. La evolución del corno inglés es compleja y más fácil de seguir a través del taille y el oboe d'amore, ambos con campana en forma de bulbo.El oboe de caza suena como ningún otro instrumento y no es sustituible por ninguno, aunque el corno inglés suele sustituir rutinariamente al oboe de caza y al oboe d'amore en interpretaciones con instrumentos modernos

## El oboe de caza después de Bach y reconstrucciones modernas
Tras Bach el oboe de caza rápidamente cayó en desuso. El conocimiento de su sonido exacto así como su proceso de fabricación fue perdido para siempre, y los instrumentos que se creía que eran oboes de caza ha sido demostrado que solo eran parecidos o que tenían algunas partes de uno. El consenso entre eruditos durante la primera mitad del siglo XX era que ningún instrumento conocido del periodo bachiano ha sobrevivido hasta nuestros días. Curt Sachs, en su Real-Lexicon der Musikinstrumente (1913), por ejemplo, incluyó un dibujo del oboe considerado como primitivo y bastante especulativo. El interés por el oboe de caza resurgió a principios de los años 70, en parte debido al proyecto de Telefunken Records de grabar las cantatas completas de J.S.Bach, dirigido por Nikolaus Harnoncourt y Gustav Leonhardt. El taille, un oboe recto de dos llaves afinado en Fa, fue usado previamente para las partes de oboe de caza en grabaciones de instrumentos de época, con resultados aproximados a lo esperado.
Fue Cary Karp, un encargado del Museo de la Música de Estocolmo, Suecia quien descubrió que de hecho dos oboes de caza Eichentopf bien conservados existían en museos de Escandinavia: uno de los cuales se encontraba en su propio museo, y otro en un museo de Copenhague . Los resultados de su investigación fueron publicados en el ya mencionado artículo de la Galpin Society Journal. Utilizando medidas tomadas de los dos instrumentos, el oboísta y luthier Paul Hailperin de Zell en el Valle del Wiese, Alemania hizo las primeras copias modernas, y éstas fueron usadas en la grabación de Harnoncourt del Weihnachtsoratorium que apareció a finales de 1973.
Hoy en día los oboes de caza son fabricados por Jonathan Bosworth de Boston, Massachusetts, una ciudad destacada por sus luthiers y otros fabricantes de instrumentos históricos. Otros fabricantes son Sand Dalton de Lopez Island, Washington, United States, Richard Earle, y Marcel Ponseele.